# Глез, Альбер
Альбер Глез (фр. Albert Gleizes; 8 декабря 1881, Париж — 23 июня 1953, Авиньон) — французский художник, философ и теоретик кубизма.

## Жизнь и творчество
Альбер Леон Глез родился и вырос в Париже, в семье художника по тканям, который управлял крупной промышленной мастерской дизайна. Дядей Альбера был успешный художник-портретист того времени Леон Комер, выигравший в 1875 Римскую премию. В детстве Альбер не любил школу и часто пропускал уроки, занимаясь сочинением стихов. Также любил бродить по соседнему кладбищу Монмартра.
В возрасте 18 лет Альбер поступает в мастерскую отца в качестве ученика. Это условие, на котором отец дает ему возможность готовиться к его желанию стать актёром. Работа с отцом — единственное формальное художественное образование, которое он получил, помимо уроков в школе (а также, возможно, некоторые вечерние занятия в консерватории). В мастерской отца он занимается вместе с другом детства, поэтом Рене Аркосом. После завершения образования, в 1902 году, Глез поступает на военную службу, в 72-й пехотный полк французской армии в Абвиле, Пикардия, где проводит четыре года. Именно здесь, по его собственному признанию, он начинает серьёзные занятия живописью: в основном это пейзажи в приглушённом импрессионистском стиле (напр. Рынок в Аббевилле, 1903, Собрание м-м А.Глез). Его первые пейзажи из разных мест Курбевуа выглядят вдохновлёнными Сислеем или Писсарро. Хотя ясно, что будучи сходными с Писсарро в технике, ранние работы Глеза, с позиции точки зрения, а также состава и концепции, представляют собой явный отход от импрессионизма. Плотность, с которой эти произведения окрашены, и их твёрдые рамки предполагают сходство с дивизионизмом, часто отмечавшееся критиками. Глезу был двадцать один год, когда его работа La Seine à Asnières была выставлена на Société Nationale des Beaux-Arts, в 1902 году. В следующем году Глез выставил две картины на Осеннем салоне. В 1905 году он стал одним из основателей «Ассоциации Эрнеста Ренана» — союза студентов против военной пропаганды. В 1906 году в Музее изящных искусств в Лионе (Salon de la Société des Nationale Beaux-Arts), Глез выставил работу «Рыночный день в пригороде». К 1907 году его стиль стал больше похож на постимпрессионизм с сильным уклоном в натурализм и символизм.
Под влиянием Жана Метценже и Анри Ле Фоконье художник вырабатывает в 1908—1909 годах геометрически упрощённый стиль живописи. В 1910—1911 годах Глез выставляет свои так называемые «угловатые» картины в Салоне Независимых в Париже. После этого он всё ближе и ближе подходит к аналитическому кубизму, что показывает полотно Размалывание зерна (1912, Нью-Йорк, музей Соломона Р. Гуггенхайма). В 1914 году Глез обращается к синтетическому кубизму. В 1915 году он создаёт свои первые абстрактные картины, сложившиеся к 1931—1932 в «Композиции ритма» (Compositions rythmees).
Глез в 1912 году был одним из основателей группы «Золотое сечение» (Section d’Or) и, совместно с Жаном Метценже, — автором художественного манифеста «О кубизме» («Du Cubisme»).
В 1951 году художнику присуждается Гран-при на биеннале в Ментоне.

## Галерея
- Избранные работы и биография Альбера Глеза (на французском языке)